# アルトゥル・シュナーベル (柔道)
アルトゥル・シュナーベル（Arthur Schnabel、 1947年9月16日 - 2018年10月22日）は、旧西ドイツの柔道選手。ラインラント＝プファルツ州出身。階級は95kg超級。身長182cm。体重105kg。

## 人物
1947年9月16日にボックスベルクのシュヴァインゲルンにて生まれる。
1976年のヨーロッパ選手権重量級で3位になった。1977年の
ヨーロッパ選手権95kg超級でも3位になった。1980年モスクワオリンピックには西ドイツがボイコットしたために出場できなかった。1981年から2年連続でヨーロッパ選手権の無差別で3位になった。1984年ロサンゼルスオリンピック無差別では準々決勝で山下泰裕に送襟絞で敗れるが、敗者復活戦を勝ち上がって銅メダルを獲得した。
2018年10月22日にメキシコのホテル内で死去。71歳没。

## 主な戦績
- 1976年 - ヨーロッパ選手権　重量級　3位
- 1977年 - ヨーロッパ選手権　3位
- 1978年 - フランス国際　3位
- 1980年 - ドイツ国際　3位
- 1981年 - ドイツ国際　2位
- 1981年 - イギリス国際　優勝
- 1981年 - ヨーロッパ選手権　無差別　3位
- 1982年 - ドイツ国際　2位
- 1982年 - ヨーロッパ選手権　無差別　3位
- 1983年 - ドイツ国際　優勝
- 1983年 - オーストリア国際　優勝
- 1984年 - ドイツ国際　2位
- 1984年 - ロサンゼルスオリンピック　無差別　3位